# Nooa Takooa
Nooa Takooa (* 10. März 1993 in Tarawa) ist ein kiribatischer Leichtathlet, der auf die Sprintstrecken spezialisiert ist.
Seinen ersten großen internationalen Wettkampf bestritt er 2009 bei den Weltmeisterschaften in Berlin, wo er über 100 Meter als Achter seines Vorlaufs ausschied. Seine Zeit von 11,74 Sekunden war damals seine persönliche Bestleistung.
Bei den Landesmeisterschaften Kiribatis wurde er 2010 Dritter über 100 Meter und Zweiter über 200 Meter. Im gleichen Jahr nahm er an den Olympischen Jugend-Sommerspielen in Singapur teil.
2012 war er Mitglied des dreiköpfigen Aufgebots seines Landes bei den Olympischen Spielen in London. Über 100 Meter konnte er seine persönliche Bestzeit auf 11,53 Sekunden verbessern.